# 心利 (國王)

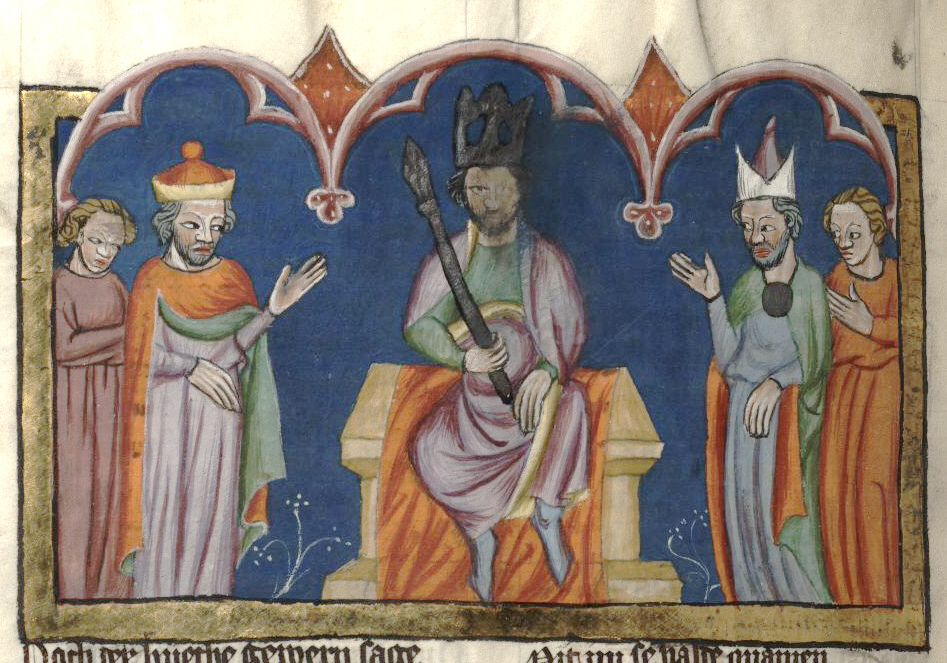
心利

心利（希伯來語：‎，羅馬化：Zimri；？—前884年），天主教譯為齊默黎，是古代中東國家北以色列王國的第五任君主。

## 登年早期
心利在位的年期，目前歷史上有兩種講法：
1. 費毅榮（英语：Edwin R. Thiele）認為是從前884年到前884年；
2. 威廉·奧爾布賴特（英语：William F. Albright）認為是從前876年到前876年。

## 在位时间
心利的在位时间只有7日，是以色列王国史上在位时间最短的国王。
纵观世界历史，在位时间比他更短的国王只有腓力七世（16小时）、狄潘德拉（少于56小时）、阮福膺禛（在位3天）、黎龙钺（在位3日）、溥儁（在位3天）、高延宗（在位3天）、约翰一世（5天）、完颜承麟（2小时–半天之间）、元氏（不足一天）、米哈伊尔二世（16小时）和路易十九（20分钟）。

## 聖經相關章節
- 《列王紀上》第16章15-20節